# Levoverbenone
Levoverbenone là một thuốc long đờm. Nó là đồng phân L- của verbenone.